# گورستان یهودیان، ورمس
گورستان یهودیان در ورمس (انگلیسی: Jewish Cemetery, Worms)یا هایلیگا سند (Heiliger Sand) در شهر ورمس، آلمان به‌طور معمول قدیمی‌ترین گورستان یهودیان برجای مانده در اروپا نامیده می‌شود، اگرچه خاک سپاری‌های انجام گرفته یهودیان در بخش‌های یهودی گوردخمه رومی، قدمتی بالغ بر هزار سال را در بر می‌گیرد. جامعهٔ یهودی ورمس در ابتدای قرن یازدهم شکل گرفت و قدیمی‌ترین سنگ قبری که تاریخ درج شده روی آن، هنوز قابل خواندن است، مربوط به ۱۰۵۸/۱۰۵۹ می‌باشد.